# Los cinco sentidos (cuadros)

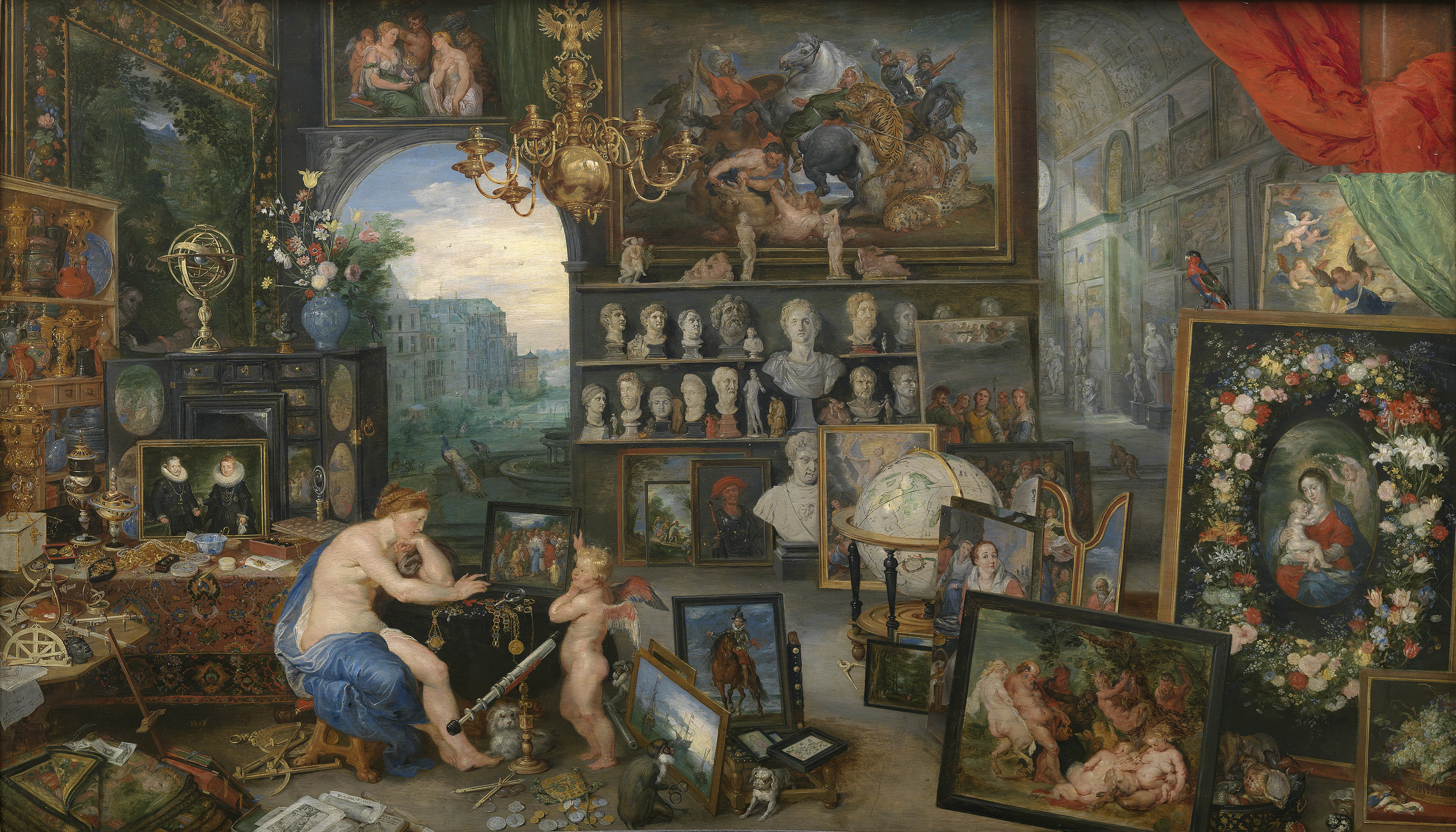
Vista, 1617

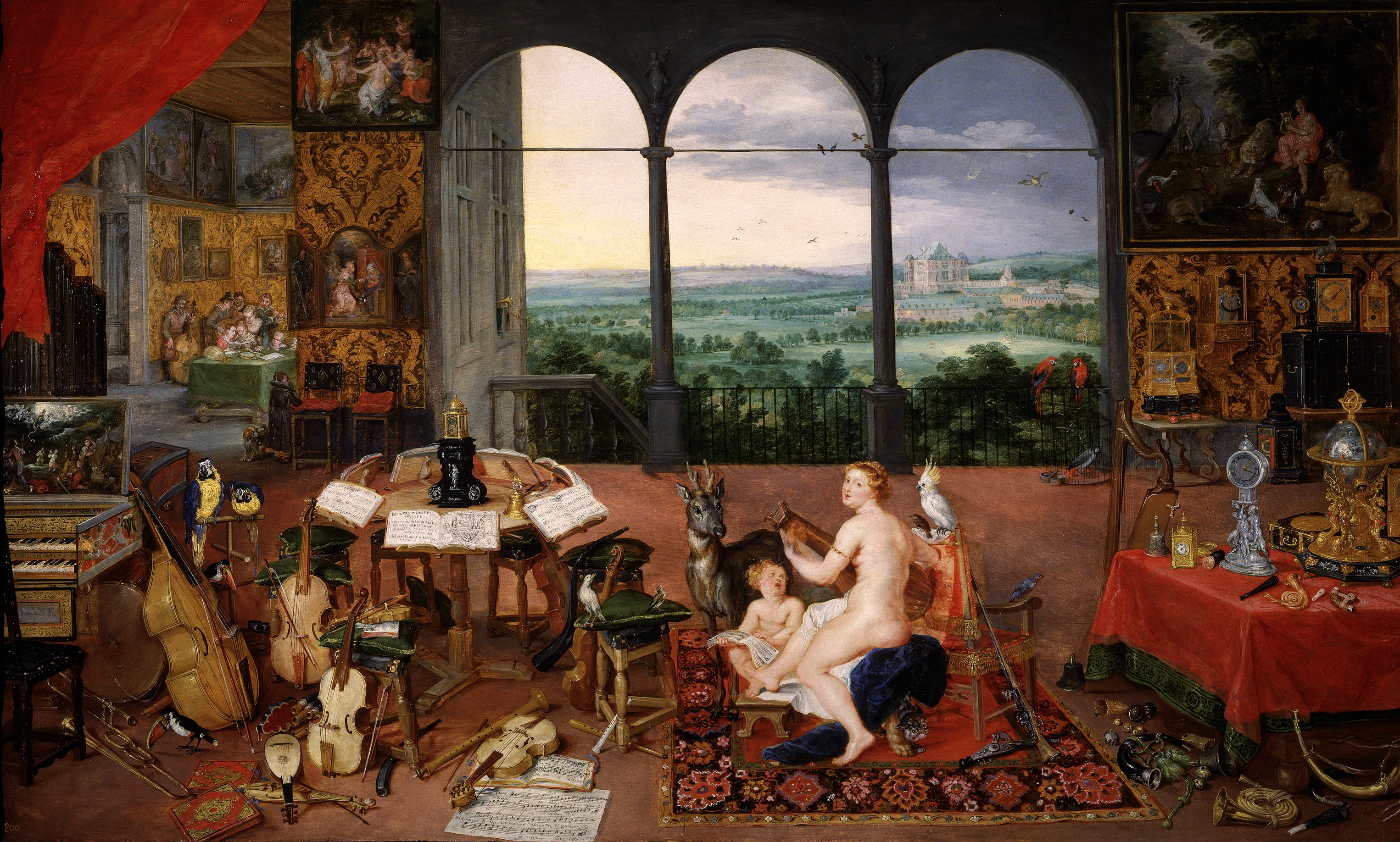
Oído, 1617–18

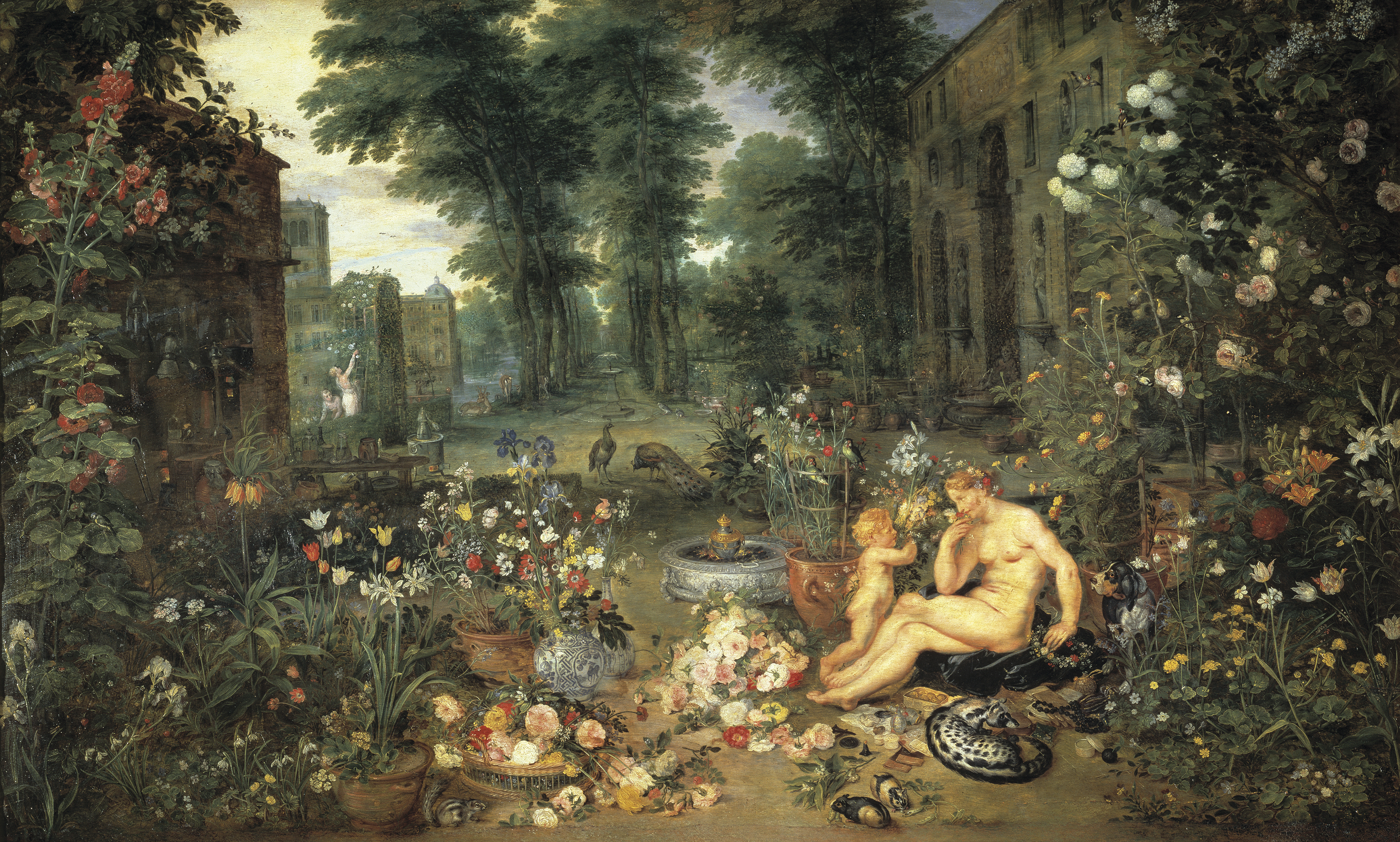
Olfato, 1617–18

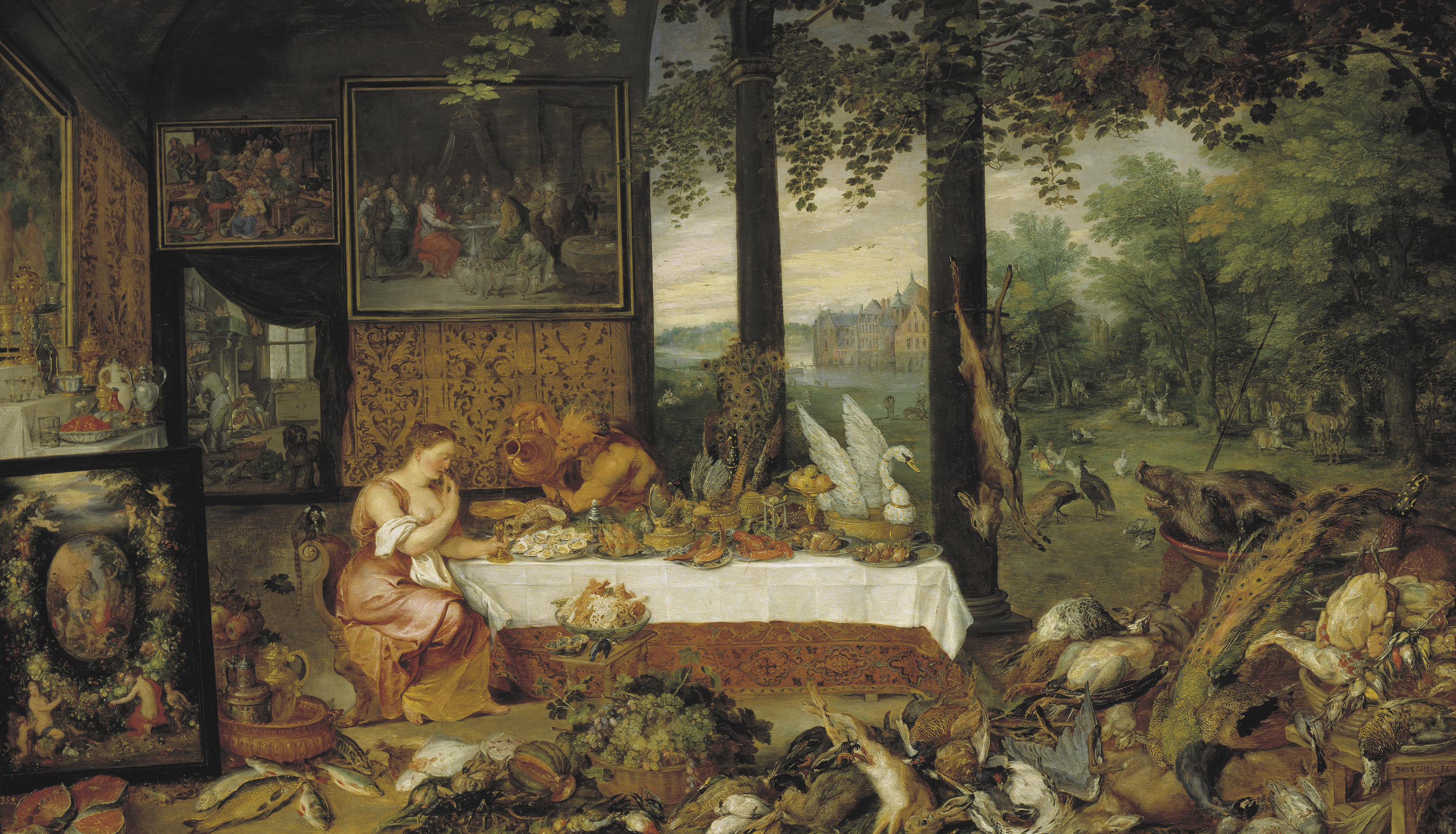
Gusto, 1618

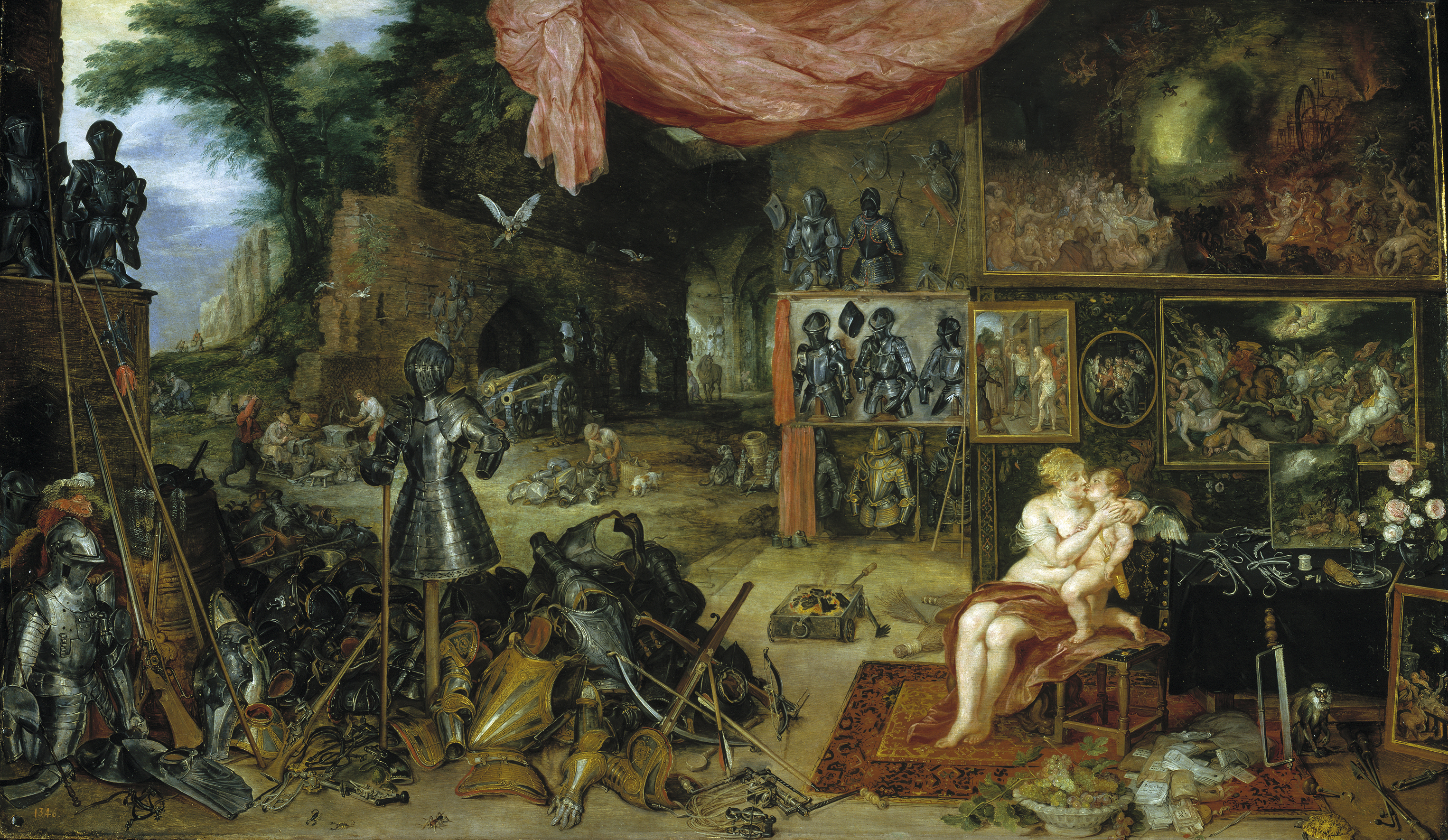
Tacto, 1618

Los cinco sentidos es un grupo de cinco alegorías pintadas en tablas mediante la técnica del  óleo por Jan Brueghel el viejo en colaboración con Peter Paul Rubens en los Países Bajos Españoles, siendo Rubens el responsable de pintar las personas y Brueghel encargado de pintar el paisaje y los objetos del cuadro. Actualmente se encuentran alojadas en el Museo del Prado, en Madrid. Corresponde al período del Barroco flamenco.

## Historia
Esta serie de cuadros fue encargada por los gobernadores de los Países Bajos, Isabel Clara Eugenia y Alberto de Austria, cuyos cuadros pasaron más tarde a manos de Felipe IV quien colocó los cuadros en el Alcázar de Madrid. Tras ser rescatados del incendio de 1734, fueron trasladados al desaparecido Palacio del Buen Retiro y posteriormente al Palacio Real, hasta acabar finalmente en el museo.